# Група геронтологічних досліджень
Група геронтологічних досліджень (Gerontology Research Group) або (GRG) — глобальна група дослідників в різних областях, яка перевіряє і відстежує супердовгожителів. Група також прагне до подальшого дослідження геронтології з метою зупинити або уповільнити старіння.

## Історія
Група була заснована в 1990 році Леслі Стівен Коулзом (L. Stephen Coles) і Стівеном М. Кайє (Stephen M. Kaye). Штаб-квартира GRG знаходиться в Каліфорнійському університеті у Лос-Анджелесі, і проводить зустрічі щомісяця, але організація також має членів по всьому світу, які зустрічаються через інтернет-форуми.
Група перевіряє людей, які стверджують, що їм не менше 110 років, досліджуючи докази та документи, подані заявником, або його родиною. Особи, які стверджують, що вони є супердовгожителями, або члени їх сімей повинні надати документи, що підтверджують дату народження заявника, зміну імені (якщо заявник змінював ім'я) і дату смерті (якщо довгожитель помер), а також офіційні посвідчувальні документи про особу. Дослідники з GRG перевіряють, чи ці документи вірні і правильні, і якщо це так, довгожителя включають в офіційні таблиці супердовгожителів GRG.
Група є визнаним авторитетом для Книги рекордів Гіннеса і деяких новинних організацій.